# Caputia scaposa
Caputia scaposa (лат.) — вид суккулентных растений рода Капуция (Caputia), семейства Астровые (Asteraceae), произрастающий на территории Капской провинции ЮАР. Ранее был классифицирован как вид рода Крестовник (Senecio).

## Название
Известный натуралист и путешественник Уилльям Берчелл (1781–1863) впервые собрал этот вид между Бетелсдорпом (англ. Bethelsdorp) и Эйтенхахе в декабре 1813 года. Другой известный садовод, Джеймс Боуи (англ. James Bowie, 1789–1869), собирал и отправлял живые растения в Королевский ботанический сад в Кью, и в 1843 году они были опубликованы в Ботаническом журнале (том 69, выпуск 4011) под названием Senecio calamifolius.
Родовое название Caputia было предложено шведскими ботаниками Бертилём Нурденстамом и Питером Пелсером (Pieter Pelser) в 2012 году, указывая на его географическое происхождение. Видовое название scaposa происходит от латинского языка и относится к удлиненной нижней части соцветия.

## Описание
Caputia scaposa — небольшой многолетний суккулент, высотой и шириной до 30 см. Стебли многочисленные, простые, обычно короткие, но в культуре могут удлиняться из множественного каудекса. Листья скученные, длинные, цилиндрические, от прямых до банановидных, изогнутые внутрь, длиной (3-) 5-10 (-13) см и диаметром 4-7 (-10) мм. Они растут в виде плотной розетки, поднимаются вверх пучками и имеют острый или слегка лопатообразный кончик. Молодые листья имеют ярко-серебристое войлочное покрытие.

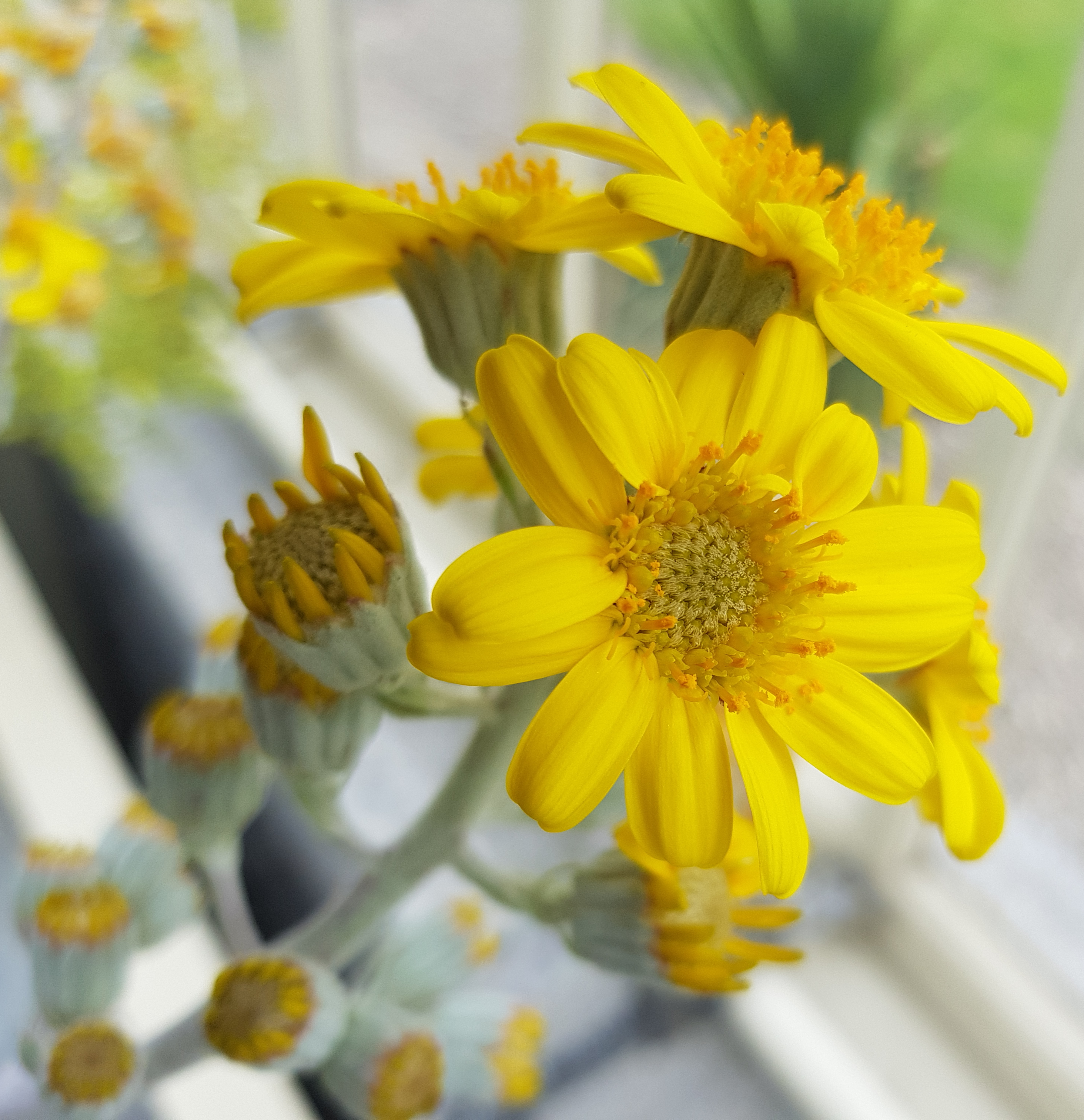
Цветки

Соцветия состоят из (1-) 3-5 (-6) звездчатых серебристо-желтых цветков, которые растут на стебле длиной 30-45 см. Цветки около 3,5 см в диаметре и напоминают маргаритки.
Число хромосом: 2n = 20.

## Таксономия
Caputia scaposa (DC.) B.Nord. & Pelser, первое упоминание в Compositae Newslett. 50: 66 (2012).

### Синонимы
Гомотипные (основанные на одном и том же номенклатурном типе):
- Senecio scaposus DC. (1838)

### Разновидности
Подтвержденные разновидности (3) по данным сайта Plants of the World Online на 2023 год:
- Caputia scaposa var. addoensis (Compton) B.Nord. & Pelser, произрастает недалеко от Эддо и Энона в Восточном Кейпе[2].
- Caputia scaposa var. caulescens (Harv.) B.Nord. & Pelser, имеет стебли длиной более 4 см и листья с ложкообразными кончиками. Эта разновидность встречается вблизи Энона, Восточный Кейп[2].
- Caputia scaposa var. scaposa, известна только от Бадспоорта (англ. Badspoort) в Кляйн-Кару (англ. Klein Karoo) в Западном Кейпе до реки Кей в Восточном Кейпе. Она растет на песчаниковых уступах отвесных скал или скалистых холмов, преимущественно на кварцитовых почвах, происходящих из песчаника. Эти растения часто встречаются на крутых склонах и в сухих речных долинах. В Бадспоорте они произрастают вместе с другими суккулентами, такими как Bulbine ramosa, Tylecodon leucothrix, Albuca thermarum и Tromotrice choanantha. Вдоль реки Кей, в ее восточном направлении, растения растут на скалах, сосуществуя с Gasteria excelsa, Huernia pendula, Cotyledon woodii и Adromischus liebenbergii subsp. orientalis. На плотине Кога (англ. Kouga Dam) были замечены растения, растущие вместе с Aloe pictifolia, Cotyledon tomentosa, Haworthia viscosa и Gasteria glomerata[2].

## Экология

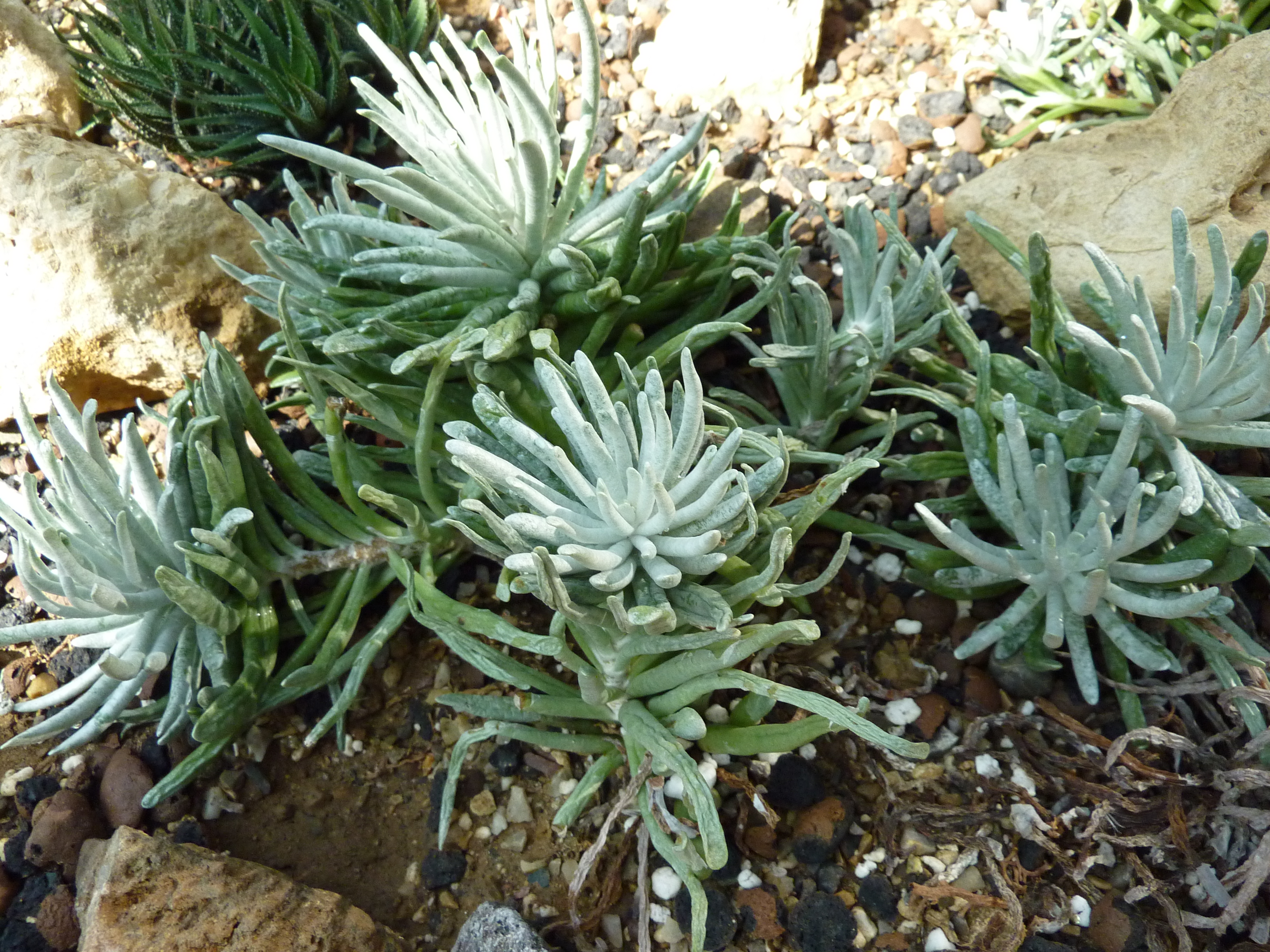
Senecio scaposus var caulescens

Caputia scaposa тесно связана с Caputia tomentosa, которая также имеет серебристо-белые листья. Однако последняя представляет собой раскидистый кустарник.
В условиях, где осадки выпадают преимущественно летом и зимой и составляют от 250 до 400 мм в год, наблюдается тенденция к зимней сухости. Среднегодовая максимальная дневная температура составляет около 24°C, а среднегодовая минимальная дневная температура около 12°C. Растения произрастают на высоте от 100 до 400 м. Почва, на которой они растут, является песчаной, бедной минералами и кислой. Растения произрастают на прямом солнце или в легкой тени, а их густые серебристые волоски отражают солнечные лучи, что является адаптацией к сухим условиям.